# Etilvanilina
Etilvanilina é o composto orgânico com a fórmula (C2H5O)(HO)C6H3CHO. Este sólido incolor com característico odor de baunilha consiste de uma anel benzênico com grupos hidroxila, etóxi e formila nas posições 4, 3 e 1 posições, respectivamente. É relacionada proximamente a mais levemente menor molécula da metilvanilina.

## Preparação
Etilvanilina é um molécula sintética, não encontrada na natureza. É preparado via várias etapas do catecol, iniciando com etilação para obter-se o guetol (2-etoxifenol, 1). Este éter condensa com ácido glioxílico resultando no correspondente derivado ácido mandélico (2), o qual via oxidação (3) e decarboxilação resulta na etilvanilina (4).

## Aplicação
Como um flavorizante, a etilvanilina é aproximadamente três a três e meia vezes mais potente que a vanilina e é usada na produção de chocolate e perfumes, pois é mais barata que a vanilina, sendo mais facilmente estocada e transportada.
A molécula revolucionou tanto o projeto como a estética da arte olfativa; o perfumista Aimé Guerlain usou-a em "Jicky" (1889), um dos primeiros usos de moléculas sintéticas que libertou os artistas das limitações de materiais naturais.
A etilvanilina, a vanilina e o ácido vanílico possuem propriedades que influenciam no crescimento e resitência ao calor de bactérias do gênero Cronobacter.
A determinação em química analítica da presença e quantidades de vanilina e etilvanilina como flavorizantes pode ser realizada por cromatografia de camada fina.